# Movimento di Resistenza Turco
Il Movimento di Resistenza Turco (Türk Mukavemet Teşkilatı) fu un'organizzazione paramilitare turco-cipriota fondato nel 1958 da Rauf Denktash per difendere i turco-ciprioti dalle attività ostili dei greco-ciprioti dell'EOKA. Esso prese parte attiva all'Operazione Atilla del 1974, in sostegno delle truppe turche intervenute militarmente a Cipro.
Fondato e finanziato dal governo turco, l'MRT ricevette l'aiuto e il materiale bellico da agenti e militari turchi. Assumendo il nome di mujahid e utilizzando il simbolo del lupo grigio (turco Bozkurt), un simbolo della mitologia e del nazionalismo turchi in Anatolia, gli aderenti del MRT protessero gli interessi e l'identità della comunità turco-cipriota contro i militari greco-ciprioti che operavano per l'Enōsis alla Grecia. 

Le sue prime attività risalgono al 29 novembre 1957, data in cui i militanti distribuirono volantini nelle principali città cipriote.
Esso fu attivo principalmente tra il 1958 e il 1974, affiancandosi ai partigiani della spartizione dell'isola (Taksim in lingua turca). Fu accusato dal governo della Repubblica di Cipro di numerosi atti di terrorismo contro i greco-ciprioti e i membri dell'EOKA, l'organizzazione greco-cipriota accusata del pari di terrorismo dai suoi avversari.. Furono responsabili dell'assassinio e dell'intimidazione nei confronti di vari rappresentanti politici greco-ciprioti, al fine di accelerare il processo di partizione dell'isola, come pure della fiammata di violenze inter-comunitarie a Cipro dell'estate del 1958.

Mappa delle aree di attività del MRT in occasione dell'intervento militare turco a Cipro del 1974.